# 城陽市消防本部
城陽市消防本部（じょうようししょうぼうほんぶ）は、京都府城陽市の消防部局（消防本部）。管轄区域は城陽市全域。

## 概要
- 消防本部：城陽市富野東田部33
- 管内面積：32.74km2
- 職員定数：93人
- 消防署1カ所、消防分署2カ所
- 主力機械（2023年4月1日現在）
  - 普通消防ポンプ自動車：5
  - 水槽付消防ポンプ自動車：2
  - はしご付消防自動車：1
  - 救急自動車：4
  - 救助工作車：1
  - 指令車：1
  - 指揮車：1
  - 査察車：1
  - 広報車：1
  - 連絡車：1
  - 資機材搬送車：4
  - 救急啓発車：1

## 沿革
- 1968年4月1日　城陽町消防本部を設置。
- 1968年10月1日　城陽町消防署を設置。
- 1969年4月　救急業務を開始。
- 1971年5月　消防庁舎が完成。

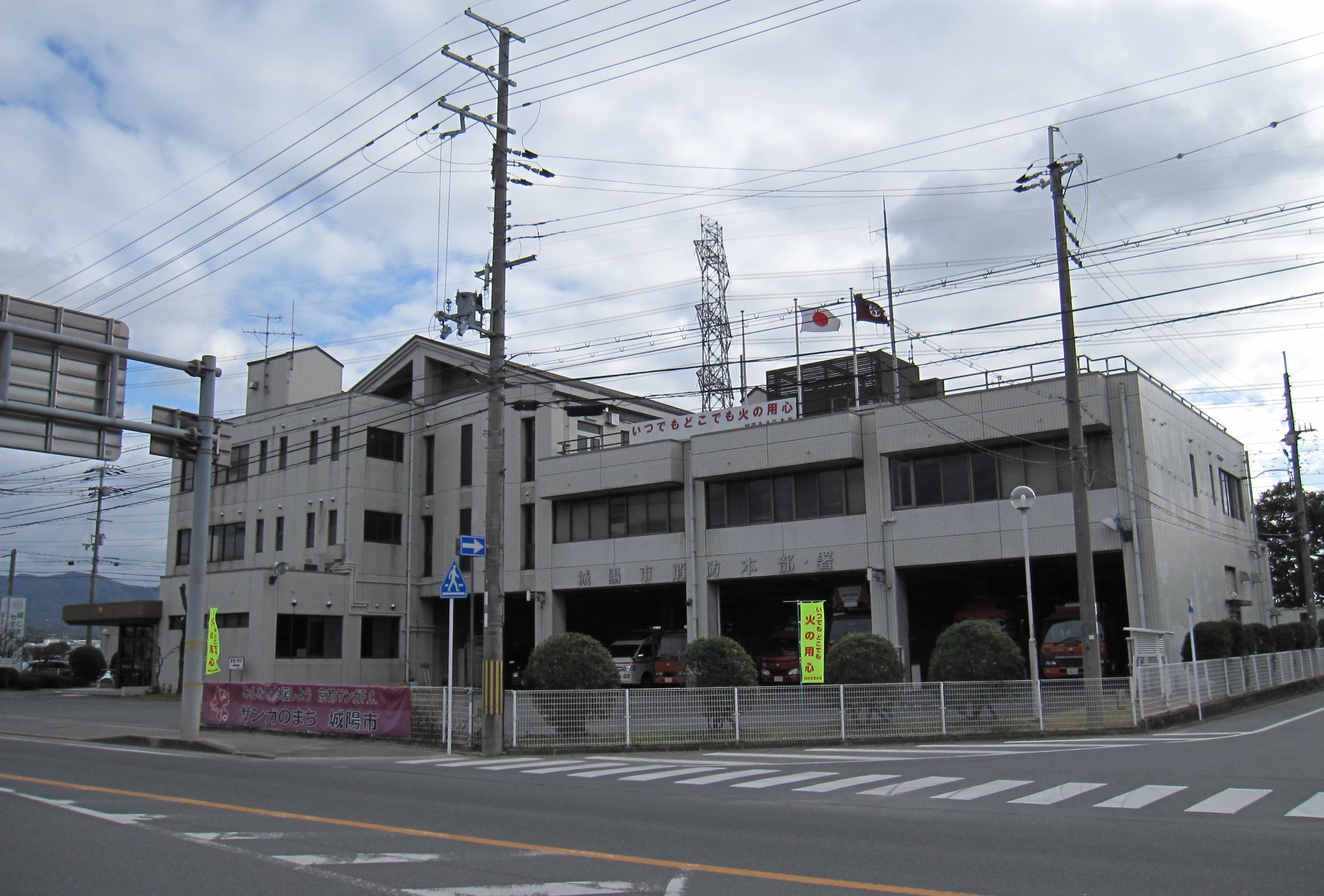
旧庁舎

- 1972年5月3日　市制施行に伴い、城陽市消防本部・城陽市消防署に改称。
- 1978年3月12日　青谷出張所（現：青谷消防分署）を開設。
- 1990年4月19日　城陽市富野久保田へ移転、業務を開始[注釈 1]。
- 2005年4月1日　久津川消防分署を開設。
- 2020年3月15日　新名神高速道路建設に伴い新庁舎へ移転[注釈 2]、仮運用開始。
- 2020年4月1日　新庁舎にて本運用開始。

## 組織
- 本部 - 総務課、予防課
- 消防署 - 警防課、救急課

## 殉職
2017年7月3日、訓練中の消防士が殉職

## 消防署
| 消防署       | 住所         | 消防分署                              |
| ------------ | ------------ | ------------------------------------- |
| 城陽市消防署 | 富野東田部33 | 久津川：平川横道29-1 青谷：中樋ノ上71 |